# Manin–Drinfelds sats
Inom matematiken är Manin–Drinfelds sats, bevisad av Yuri I. Manin 1972 och Vladimir Drinfeld 1973, en sats som säger att differensen av två spetsar av en modulär kurva har ändlig ordning i Jacobivarieteten.